# Максименко Тарас Микитович

Тарас Микитович Макси́менко народився 1 березня 1884 р. в с. Сухини Канівського повіту Київської губернії — помер 1 січня 1972 р. у м. Таганрозі (РРФСР) — український радянський портретист і живописець, член Спілки художників СРСР з 1945 року.

## Біографія
Народився 1 березня 1884 року в селі Сухини Таращанської волості Канівського повіту Київської губернії.
Початкову художню освіту здобував у іконописних майстернях у Києві (з 1895 р.). Навчався у Київському художньому училищі (1904–1906 рр.) у В. К. Менка та М. К. Пимоненка. Курс навчання не закінчив оскільки був призваний в армію.
У 1906–1910 рр. перебував на військовій службі. Після демобілізації продовжив освіту в Московському училищі живопису, скульптури та зодчества (1910–1914) у М. О. Касаткіна, А. Є. Архіпова, К. О. Коровіна, А. М. Васнєцова.
Як рядовий 287-го піхотного полку брав участь у Першій світовій війні (1914–1918). Після демобілізації повернувся до села Сухини. Певний час займався сільським господарством.
У 1923–1929 рр. працював у школах Єнакієва (Донбас) і на ст. Знамянка. З 1930 по 1941 роки викладав живопис та малюнок у художньому училищі у Дніпропетровську. Працював як оформлювач площ та вулиць у Дніпропетровську у 1935–1938 роках.
У 1943–1945 рр. проживав у м. Проскурові Кам'янець-Подільської області. У 1945–1946 рр. у м. Львові, де вступив до Спілки радянських художників України. Працював в Образотворчому комбінаті.
Наприкінці 1946 року через хворобу очей Тарас Микитович приїхав до селища Гірник поблизу Копейська до родичів, а згодом переїхав до Челябінська. Працював у студії підвищення кваліфікації при Челябінському відділенні Спілки художників СРСР (друга половина 1940-х).
З 1950 р. проживав у м. Таганрозі. Помер у Таганрозі 1 січня 1972 року.

## Творчість
Писав портрети, тематичні картини, краєвиди, натюрморти; виконував кіноафіші, займався святковим оформленням вулиць та площ Дніпропетровська (1930-ті).
Автор живописних творів і портретів: «Портрет доньки з букетом півонії» (1936), «Повітряний десант» (1937), «Лижники» (1938), «Фруктовий сад у колгоспі «Селянин» Сосновського району», «Портрет заслуженого артиста РРФСР П. А. Гарянова» та інших. Виконав розпис церкви Різдва Богородиці на Челябінському вокзалі.
З 1913 р. – учасник виставок (учнівська, МУЖСЗ). Експонувався на виставках картин, акварелі та графіки радянських художників у Москві та Кисловодську (1939 р.), робіт художників у Дніпропетровську (1940 р.), 1-й виставці творів художників міст Дніпропетровська, Полтави, Прилук, Сталіно та Чернігова у Києві (1941 р.). 
Провів персональну виставку у Дніпропетровську (відкрилася 1 грудня 1940 р.) у приміщенні обласного художнього музею. На виставці експонувалося понад 60 робіт - портрети, пейзажі, натюрморти.
Учасник виставки творів магнітогірських художників, присвяченій 15-річчю металургійного комбінату у Магнітогорську (1947 р.). Брав участь в обласних художніх виставках у Челябінську (1948, 1949, 1950), виставках робіт художників Ростовської області (1951, 1952, 1955, 1956).
Картини художника експонувалися в музеях Дніпропетровська, Кисловодська, Челябінська. Певні твори знаходяться в музеї Сучасного образотворчого мистецтва на Дмитрівській у м. Ростові-на-Дону. Значна частина картин у приватних колекціях.